# 倖田來未2015亞洲演唱會
《Koda Kumi Asia Live 2015》（倖田來未2015亞洲演唱會）為日本歌手倖田來未於2015年7月11日、12日、18日於台北、新加坡舉辦的亞洲演唱會。

## 簡介
- 本次演唱會為連續3年四度來台以及首次到新加坡開唱的海外演唱會[1]。
- 本次特別將倖田來未的演唱會服裝空運來台展示，精選巡迴演唱會中的經典15套服裝進行展示，展期為7月4日到7月19日於新光三越南西店展覽，且為免費入場（日本為收費），是繼日本展覽後首度來海外展覽[2]。

## 日程
| 場次 | 日期          | 地點   | 場地                     |
| ---- | ------------- | ------ | ------------------------ |
| 1    | 2015年7月11日 | 台北   | ATT SHOW BOX             |
| 2    | 2015年7月12日 | 台北   | ATT SHOW BOX             |
| 3    | 2015年7月18日 | 新加坡 | SCAPE The Ground Theatre |

## 外部連結
亞洲演唱會資訊 （页面存档备份，存于）